# Coscinia cribraria
Coscinia cribraria es una polilla de la familia Erebidae de 30 a 35 mm de envergadura. La cabeza es amarillenta y el resto del cuerpo de color blanquecino. Se caracteriza por las pequeñas manchas negras que presenta en sus alas. El número de manchas es muy variable entre los distintos individuos.
Fue descrita por primera vez por Carlos Linneo en la décima edición de su Systema naturæ (1758).

## Distribución
Se encuentra en casi toda Europa (excepto en las áreas más septentrionales), norte de África, Kazajistán, Siberia, Mongolia y la zona noroccidental de China. 

## Biología

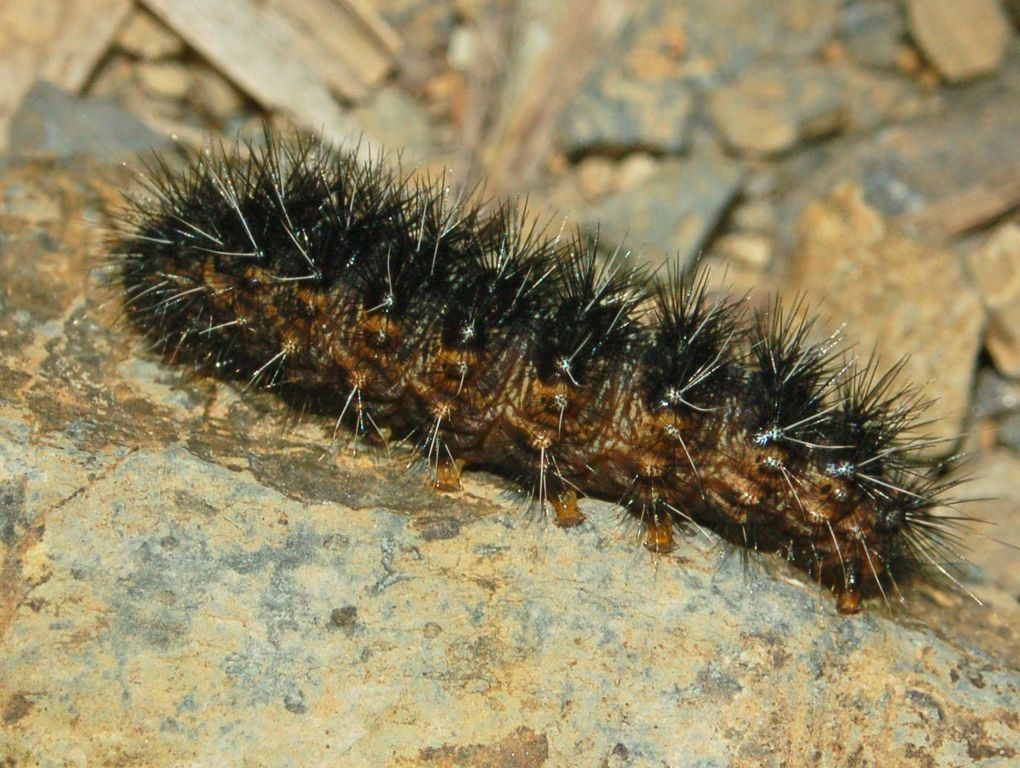
Oruga de C. cribraria.

Sus orugas presentan unos pelos largos y abundantes, generalmente de color marrón rojizo.
Se alimenta de multitud de plantas herbáceas; tiene cierta preferencia por Calluna vulgaris, Plantago lanceolata y diversas especies del género Festuca. Por norma general, el invierno lo pasa en estadio larvario, esperando a la primavera para tejer el capullo. Alrededor de la seda, se recubre de una vellosidad.
Los adultos se pueden encontrar, dependiendo de las zonas, desde abril hasta agosto.